# Arrapaho
Arrapaho ist eine italienische Western-Farce, die im deutschen Sprachraum nicht aufgeführt wurde.

## Inhalt
Scelli Pezzato, die Tochter des Häuptlings der Heavy, Cefalonia, wird Crazy Horse versprochen, liebt aber Arrapaho, Häuptlingssohn der Black Mazza, der wiederum Objekt der Begierde von Luna Caprese vom Stamm der Froceyenne ist. Heavy Ball ist derweil mit der Beeinflussung der Regengötter beschäftigt sowie mit seinem Pferd Alboreto, das jeden Tag ein Stück schrumpft und sich über die Geburtenrate des Dorfes sorgt – sie liegt bei Null.
Scelli and Arrapaho werden von Crazy Horse entführt, können aber mit Hilfe von Latte Macchiato, ein Froceyenner uns Cornetto Single, ein Arrapaho, fliehen. Crazy Horse tröstet sich mit Luna Caprese.
Die Handlung wird immer wieder durch fingierte Werbespots und Lieder unterbrochen.

## Kritik
- Absoluter Trashfilm. Die Gruppe Squallor versucht, im dämlichen Drehbuch alle Scherze ihrer Karriere zusätzlich unterzubringen. Die hübsche aber untalentierte Tinì Cansino hilft auch nicht. (Dizionario del cinema italiano, I film 5, Gremese 2000, S. 47)

## Bemerkungen
Der Film entstand nach einer LP der italienischen Gruppe Squallor, deren Mitglieder auch die männlichen Hauptrollen übernahmen. So finden auch zahlreiche Songs der LP Eingang in diesen Film.
Mit niedrigsten Kosten produziert, wurde der Film ein enormer Kassenerfolg in Italien, trotz der allgemeinen Einschätzung, es sei der „blödsinnigste italienische Film aller Zeiten“.